# Punct și de la capăt
Punct și de la capăt este cel de-al cincelea album de studio al trupei La Familia și a fost lansat prin Cat Music / Media Services pe data de 17 aprile 2003 iar acesta a fost promovat de maxi-single-ul care a beneficiat și de un videoclip la piesa Zi de zi în colaborare cu Don Baxter și Cabron.
Un alt maxi-single care a beneficiat și de videoclip a fost la piesa Viață bună în colaborare cu Don Baxter lansat pe data de 20 august 2003.
Pe album se găsesc colaborări cu Don Baxter, 6ase:6ase, Cabron, Gigis și IL-Egal.
Punct și de la capăt este penultimul material discografic (ultimul material discografic fiind maxi-single-ul Viață bună) și ultimul album de studio scos sub numele de La Familia și lansat la casa de discuri Cat Music / Media Services, următoarele fiind scoase sub numele de Sișu & Puya în urma certurilor cu B.U.G. Mafia din perioada 2003-2004 care au fost destul de agresive. Albumul conține în total 15 track-uri dintre care o introducere, 10 piese, 2 skit-uri, un interludiu și outro.

## Tracklist[3]
| Nr.             | Titlu                                                          | Autor(i)                          | Text                             | Lungime |  |
| 1.              | „Intro” (Feat. Don Baxter)                                     | T.L. Croom, Sebastian Zsemlye     | Puya și Sișu                     | 1:32    |  |
| 2.              | „Ați uitat”                                                    | T.L. Croom, Sebastian Zsemlye     | Puya și Sișu                     | 4:17    |  |
| 3.              | „Zi de zi” (Feat. Don Baxter și Cabron)                        | T.L. Croom, Sebastian Zsemlye     | Puya, Sișu, Cabron și Don Baxter | 3:45    |  |
| 4.              | „Shpring time” (Skit)                                          | T.L. Croom, Sebastian Zsemlye     | Puya, Sișu, Cabron și Don Baxter | 1:48    |  |
| 5.              | „Drogul meu”                                                   | T.L. Croom, Sebastian Zsemlye     | Puya și Sișu                     | 5:10    |  |
| 6.              | „Viață bună” (Feat. Don Baxter)                                | T.L. Croom, Sebastian Zsemlye     | Puya și Sișu                     | 3:35    |  |
| 7.              | „Așa cum e” (Feat. 6ase:6ase)                                  | La Familia                        | Puya și Sișu                     | 4:22    |  |
| 8.              | „Poliția e miliție” (Feat. 6ase:6ase)                          | La Familia                        | Puya și Sișu                     | 4:33    |  |
| 9.              | „Departamentul Droguri Dristor” (Interludiu)                   | T.L. Croom, Sebastian Zsemlye     | Puya, Sișu și Don Baxter         | 1:50    |  |
| 10.             | „Când ne facem de cap” (Feat. 6ase:6ase, Don Baxter și Cabron) | T.L. Croom, Sebastian Zsemlye     | Puya și Sișu                     | 5:36    |  |
| 11.             | „De pe stradă”                                                 | T.L. Croom, Sebastian Zsemlye     | Puya și Sișu                     | 4:02    |  |
| 12.             | „Balada pentru vecinu'” (Skit)                                 | T.L. Croom, Sebastian Zsemlye     | Puya și Sișu                     | 0:30    |  |
| 13.             | „Când rău e bine” (Feat. Gigis și Don Baxter)                  | T.L. Croom, Sebastian Zsemlye     | Puya, Sișu, Don Baxter și Gigis  | 4:20    |  |
| 14.             | „Petrecere în sud” (Feat. Don Baxter și IL-Egal)               | La Familia, Don Baxter și IL-Egal | Puya și Sișu                     | 4:54    |  |
| 15.             | „Outro”                                                        | T.L. Croom, Sebastian Zsemlye     | Puya și Sișu                     | 1:30    |  |
| Lungime totală: | Lungime totală:                                                | Lungime totală:                   | Lungime totală:                  | 44:48   |  |